# Валиханово (Енбекшильдерский район)
Валиханово (каз. Уәлиханов) — село в Енбекшильдерском районе Акмолинской области Казахстана. Административный центр Валихановского сельского округа. Код КАТО — 114545100.

## География
Село расположено в восточной части района, на расстоянии примерно 75 километров (по прямой) к востоку от административного центра района — города Степняк.
Абсолютная высота — 227 метров над уровнем моря.
Климат холодно-умеренный, с хорошей влажностью. Среднегодовая температура воздуха отрицательная и составляет около −4,9°C. Среднемесячная температура воздуха в июле достигает +21,6°C. Среднемесячная температура января составляет около −13,8°C. Среднегодовое количество осадков составляет около 370 мм. Основная часть осадков выпадает в июле.
Ближайшие населённые пункты: село Алга — на западе, Золотая Нива — на севере.

## История
Указом ПВС КазССР от 29.03.1971 года село Авангард — центр Валихановского района Кокчетавской области переименовано в Валиханово.
С 1970 по 1997 годы являлось административным центром Валихановского района.

## Население
В 1989 году население села составляло 3524 человек (из них казахи — 70 %).
В 1999 году население села составляло 1105 человек (527 мужчин и 578 женщин). По данным переписи 2009 года, в селе проживал 191 человек (94 мужчины и 97 женщин).
| Численность населения | Численность населения | Численность населения |
| 1989                  | 1999                  | 2009                  |
| --------------------- | --------------------- | --------------------- |
| 3524                  | ↘1105                 | ↘191                  |

## Улицы[8]
- ул. Абулхаира Досова
- ул. Зелёная
- ул. Казахстанская
- ул. Ленина
- ул. Озёрная
- ул. Пионерская
- ул. Советская
- ул. Совхозная
- ул. Степная